# Herman Kantoyeu
Herman Stsiapanavich Kantoyeu –en bielorruso, Герман Сцяпанавіч Кантоеў– (Jabárovsk, 28 de noviembre de 1971) es un deportista bielorruso que compitió en lucha libre. Ganó una medalla de oro en el Campeonato Mundial de Lucha de 2001 y una medalla de plata en el Campeonato Europeo de Lucha de 1998.
Participó en dos Juegos Olímpicos de Verano, ocupando el cuarto lugar en Sídney 2000 y el 15.º lugar en Atenas 2004.

## Palmarés internacional
| Campeonato Mundial | Campeonato Mundial      | Campeonato Mundial | Campeonato Mundial |
| Año                | Lugar                   | Medalla            | Categoría          |
| ------------------ | ----------------------- | ------------------ | ------------------ |
| 2001               | Sofía (Bulgaria)        | Medalla de oro     | 54 kg              |
| Campeonato Europeo |                         |                    |                    |
| Año                | Lugar                   | Medalla            | Categoría          |
| 1998               | Bratislava (Eslovaquia) | Medalla de plata   | 58 kg              |